# سحليات مطوقة
سحليات مطوقة (الاسم العلمي: Crotaphytidae)، فصيلة سحالي، تعيش في الصحاري موطنها جنوب غرب الولايات المتحدة وشمال المكسيك. وهي حيوانات لاحمة تتغذى بشكل رئيسي على الحشرات وسحالي الصغيرة.
تضم 12 نوعًا ضمن جنسان.